# Sonya Winterberg

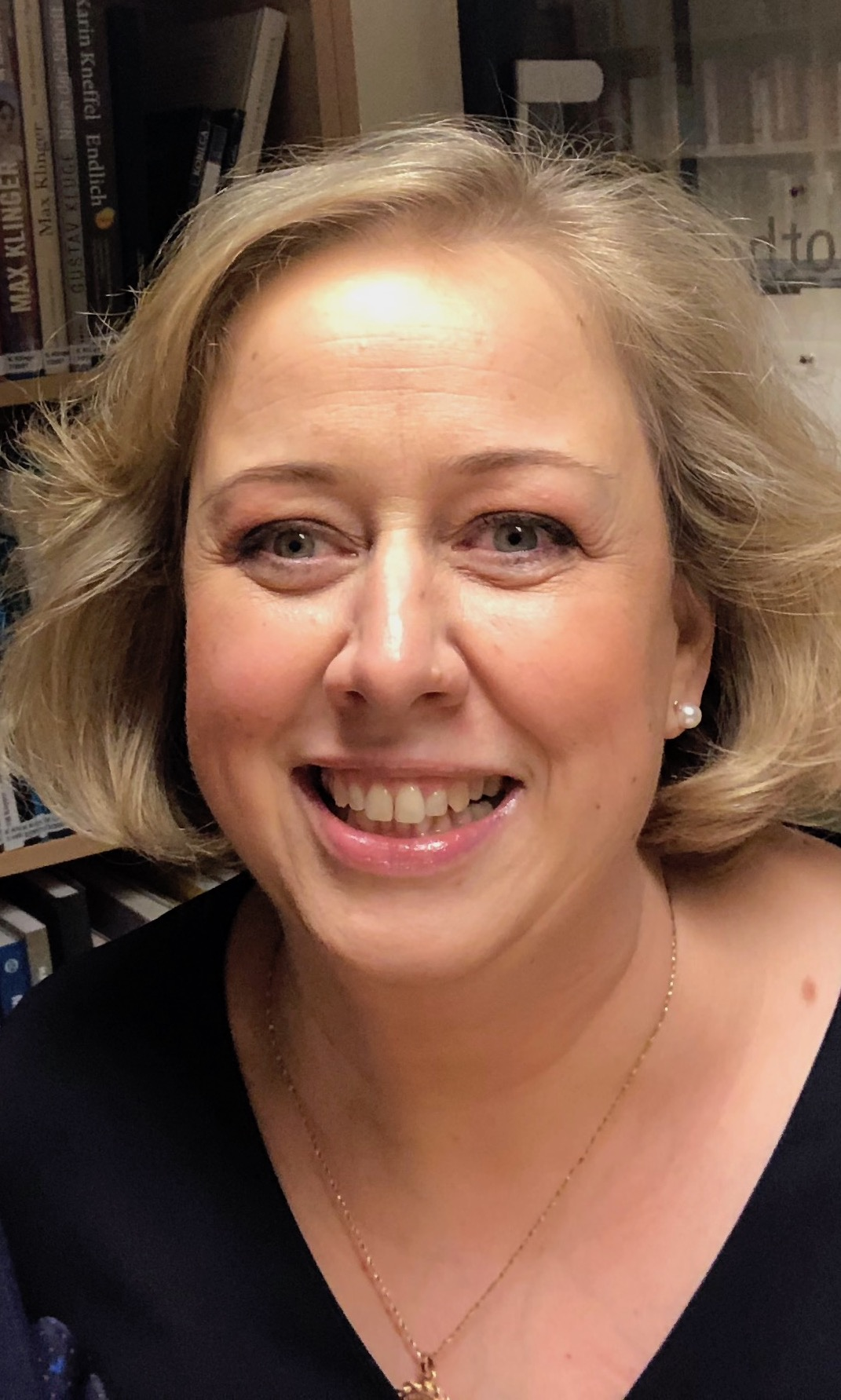
Sonya Winterberg (2019)

Sonya Winterberg (* 1970) ist eine finnlandschwedische Journalistin, Fotografin und Autorin.

## Leben und Wirken
Sonya Winterbergs Vorfahren stammen aus Deutschland. Sie machte 1989 ihr Abitur am Borgå Gymnasium, einem schwedischen Gymnasium im finnischen Porvoo. Nach dem Studium der Skandinavistik, Germanistik und Philosophie an der Albert-Ludwigs-Universität Freiburg im Breisgau arbeitete sie u. a. als Pressesprecherin für eine internationale Umweltorganisation in Brüssel. Es folgte ein mehrjähriger Aufenthalt in den USA. Von 2005 bis 2012 lebte und arbeitete Winterberg im Soldiner Kiez, einem sozialen Brennpunkt in Berlin-Gesundbrunnen.
Schwerpunkte ihrer Arbeit sind Krieg, Trauma, soziale Gerechtigkeit und Integration. Von 2011 bis 2016 arbeitete sie mit der holländischen Fotografin Claudia Heinermann unter dem Label Heinermann & Winterberg im Bereich der Langzeitdokumentation zusammen. Winterberg sieht sich als Vertreterin des sogenannten entschleunigten Journalismus, der sich sorgfältig recherchierten langfristigen Auseinandersetzungen mit Themen widmet.
Neben Ausstellungen ihrer eigenen fotojournalistischen Arbeiten kuratiert sie Ausstellungen zu zeitgeschichtlichen Themen. So entstanden 2015 eine Ausstellung für das Käthe Kollwitz Museum Köln über das Leben der Künstlerin Käthe Kollwitz, 2016 eine Wanderausstellung im Auftrag des Kulturforums östliches Europa in Potsdam über die ostpreußischen Wolfskinder und 2019 die erste posthume Retrospektive der 2014 in Afghanistan getöteten Fotografin Anja Niedringhaus.
Winterberg ist ausgebildete Community Organizerin der Industrial Areas Foundation (IAF) und Mitglied des Deutschen Instituts für Community Organizing (DICO). Von 2009 bis 2012 war sie Mitglied der Kirchenleitung der Evangelischen Kirche Berlin-Brandenburg-Schlesische Oberlausitz (EKBO). Im Juni 2013 wurde sie in den Vorstand des Journalistinnenbundes gewählt.
Sie ist in zweiter Ehe mit dem Dresdner Schriftsteller und Drehbuchautor Yury Winterberg verheiratet, mit dem sie zwei Kinder adoptiert hat.

## Rezeption
Über ihre Publikation Besatzungskinder schrieben die Zeitungen im Medienhaus Bauer: „Anhand berührender Einzelschicksale macht Winterberg auf die schwierige Situation dieser Kinder aufmerksam, die oft aus flüchtigen Liebesbeziehungen stammten (…) Wenig bekannt ist, dass viele Besatzungskinder illegal von dänischen Familien adoptiert wurden. Die Autorin konnte viele Zeitzeugen ausfindig machen, die teils noch heute nach ihren Vätern suchen.“
Zum Ausstellungskatalog Anja Niedringhaus – Bilderkriegerin schrieb der Rezensent der Deutschen Gesellschaft für Photographie e. V.: „Das Buch ist eine wirkliche photographische Entdeckung zum Œuvre der Photographin und ein wichtiger Beitrag zur Bewertung der täglichen Nachrichten aus den Krisengebieten der Erde.“

## Schriften

### Monografien
- mit Yury Winterberg: Kriegskinder. Erinnerungen einer Generation. Rotbuch, Berlin 2009, ISBN 978-3-86789-071-7; Piper Verlag, München 2010, ISBN 978-3-492-25800-5
- Wir sind die Wolfskinder. Verlassen in Ostpreußen. Piper Verlag, München 2012, ISBN 978-3-492-05515-4 Das Buch behandelt das Schicksal der elternlosen Wolfskinder im ehemaligen Ostpreußen.
- mit Yury Winterberg: Kleine Hände im Großen Krieg. Kinderschicksale des Ersten Weltkriegs. Aufbau Verlag, Berlin 2014, ISBN 978-3-351-03564-8
- Besatzungskinder. Die vergessene Generation nach 1945. Rotbuch, Berlin 2014, ISBN 978-3-86789-199-8.
- mit Yury Winterberg: Kollwitz. Die Biografie. Bertelsmann, München 2015, ISBN 978-3-570-10202-2.
- Wie keine andere. Die Dresdner Kreuzschule in der DDR. Bild & Heimat, Berlin 2016. ISBN 978-3-95958-067-0.
- Gebrauchsanweisung für Kanada. Piper. München 2021. ISBN 978-3-492-27725-9.

### Beiträge in Sammelbänden
- Käthe Kollwitz in Berlin: Eine Spurensuche, enthält: „Kollwitz und die Juden“ und „Karl Kollwitz – mehr als nur der Mann an ihrer Seite“, Berlin 2017.
- Käthe Kollwitz und ihre Freunde, enthält: „Marianne Fiedler“, Berlin 2017.
- Anja Niedringhaus. Bilderkriegerin, enthält: „Das Werk von Anja Niedringhaus“, „Balkankrieg – Mitten in Europa“, „Irak – Szenen einer Invasion“, „Ohne gute Fotos gibt es keine Demokratie“, „Afghanistan – Die große Liebe“, „Porträts – Momentaufnahmen“, „Sport – Die entscheidende Sekunde und Biografie“, Köln 2019.
- Stadtluft Dresden:  „Goodbye Dresden“, Husum 2021.[6]

## Ausstellungen
- Wie war mein Leben stark in Leidenschaft – Käthe Kollwitz in Photographien und Selbstzeugnissen. Käthe Kollwitz Museum Köln, 2015.[7]
- Wolfskinder – Verloren zwischen Ostpreußen und Litauen. Verschiedene Ausstellungsorte in Deutschland, 2016.
- Anja Niedringhaus – Bilderkriegerin. Käthe Kollwitz Museum Köln, 2019.[8]

## Filmografie
- 2016: Kollwitz – Ein Leben in Leidenschaft (ARTE/RBB, 52 Minuten), Drehbuch
- 2018: Kinderhandel. Mitten in Europa (ARTE/NDR, 52 Minuten), Buch, Regie und Produktion mit Sylvia Nagel
- 2018: Eltern hinter Gittern (ARD/WDR, 45 Minuten), Co-Produzentin, Buch und Regie mit Sylvia Nagel
- 2019: Medizinversuche in Auschwitz – Clauberg und die Frauen von Block 10 (ARTE/ZDF, 52 Minuten; internationale Kinofassung 72 Minuten), Co-Produzentin, Buch und Regie mit Sylvia Nagel[9]
- 2022: Die Bilderkriegerin – Anja Niedringhaus

## Auszeichnungen (Auswahl)
Nominiert:
- Journalistenpreis des Europäischen Parlaments 2010[10]
- Deutsch-Französischer Journalistenpreis 2018[11]
- 37th International URTI Grand Prix for Author’s Documentary 2018[12]

Erhalten:
- Käthe-Kollwitz-Medaille des Freundeskreises des Käthe Kollwitz Museums Berlin 2017[13]
- Alternativer Medienpreis 2019[14]
- Medienpreis „Kinderrechte in der Einen Welt“ der Kindernothilfe 2019[15]
- Journalistenpreis des Weißen Rings 2019[16]
- LA Femme International Film Festival 2020: Best Documentary[17]